# عبد العزيز العظمة
عبد العزيز العظمة (1856-1943)، مؤرخ سوري من دمشق وصاحب كتاب «مرآة الشام: تاريخ دمشق وأهلها» الصادر بعد وفاته في لندن سنة 1987، وكتاب «التحديث بالنعمة في تاريخ بني العظمة». وهو شقيق وزير الحربية يوسف العظمة ووالد أول وزير دفاع في عهد الاستقلال نبيه العظمة وشقيقه السياسي الوزير عادل العظمة.

## البداية
ولِد عبد العزيز العظمة في حي الشاغور بدمشق ودَرس في كتّاب الشيخ يوسف الداراني، حيث ختم القرآن الكريم، ثم التحق بالشيخ عبد اللطيف الصوفي جانب حمام القاضي، وأخيراً في المدرسة الرشيدية الملكية في قبة الملك الظاهر.

## الوظائف الحكومية في العهد العثماني
عُيّن موظفاً في الدولة العثمانية ووصل إلى منصب رئيس دائرة أركان الحرب سنة 1892. وإضافة لعمله الحكومي، كلّف بتحرير جريدة سورية الرسمية طوال مدة خمسة عشر سنة. ومن ثمّ عُيّن مديراً للشعبة الأولى في إدارة الجيش العثماني السابع في اليمن، حيث كتب الكثير من الملاحظات في دفتر ما زال موجوداً حتى اليوم في دار الكتاب في صنعاء وقد تم جمعها بكتاب صدر باللغة الإنكليزية في لندن عام 1984. وبعد التجربة اليمنية، عُين متصرفاً على لواء العمارة في العراق، ثم على نابلس وأخيراً على طرابلس الشام، قبل إحالته على المعاش سنة 1908. وعند اندلاع الحرب العالمية الأولى عام 1914، ترأس جمعية أهلية تعنى بشؤون المستشفيات وجرحى الحرب من الجيش العثماني واستطاع أن يجمع تبرعات ضخمة لعملها من أمير الحج الشامي عبد الرحمن باشا اليوسف ومن النائب في مجلس المبعوثان عوني القضماني. 

## موقفه من الثورة العربية الكبرى
لم يكن عبد العزيز العظمة مؤيداً للثورة العربية الكبرى التي انطلقت من الصحراء العربية في صيف عام 1916، بقيادة الشريف حسين بن علي، أمير مكة المكرمة. ظلّ متمسكاً بالعروة الإسلامية الممثلة بالسلطنة العثمانية ورفض دعم الشريف حسين بالرغم من انخراط أبنائه نبيه وعادل العظمة في صفوف الثورة. وكذلك، رفض مبايعة الأمير فيصل بن الحسين الذي وليّ حاكماً على سورية بعد انهيار الدولة العثمانية عام 1918، بالرغم من وجود شقيقه الجنرال يوسف العظمة في صدارة الحكومة العربية الوليدة، رئيساً لأركان الجيش الفيصلي ووزيراً للحربية في حكومة الرئيس هاشم الأتاسي سنة 1920. كما أصبح نجله نبيه العظمة مديراً في قصر الملك فيصل الأول ثم قائداً لشرطة حلب. وزاد من نقمته على الحكم الهاشمي ورموزه هروب فيصل من دمشق بعد معركة ميسلون، يوم 24 تموز 1920، التي هُزم فيها الجيش السوري واستشهد شقيقه يوسف العظمة وهو في السادسة والثلاثين من عمره.

## كتاب مرآة الشام
عاش عبد العزيز العظمة بعيداً عن أبنائه طوال سنوات حكم الانتداب الفرنسي في سورية، التي بدأت سنة 1920 وانتهت بعد وفاته بثلاث سنوات سنة 1946. فقد نفي كل من الأخوين نبيه وعادل العظمة خارج البلاد، نظراً لمواقفهم المعادية للفرنسيين، ولم يعودوا إلى سورية إلا فترة قصيرة ما بين 1936-1939، في العهد الأول للرئيس هاشم الأتاسي، حيث وليّ نبيه العظمة محافظاً على لواء إسكندرون. بدأ عبد العزيز العظمة بوضع كتابه الشهير عن دمشق وهو في منتصف العقد السابع من العمر وكان مؤلفاً من ثلاثة أجزاء. جاء الأول منها عن تاريخ دمشق وجغرافيتها وعاداتها ومناخها واقتصادها، وهو الذي نشر لاحقاً في كتاب «مرآة الشام». أما الأجزاء الأخرى، فقد كَتَب فيها عن تاريخ بلاد الشام منذ الفتح الإسلامي، وتبحر في العهود الأموية والعباسية والسلجوقية والزنكية والأيوبية والمملوكية، وصولاً إلى العهد العثماني، والذي لم يخفِ عبد العزيز العظمة إعجابه به وحزنه على زواله. ظلّ الجزءان الثاني والثالث من المخطوط محفوظين في مكتبة الأسد الوطنية في دمشق، وتحول الجزء الأول إلى كتاب شهير حمل اسم «مرآة الشام» حققه الباحث السوري الدكتور عزيز العظمة بالتعاون مع الدبلوماسي والمؤرخ العراقي نجدت فتحي صفوت، ونشر في لندن عام 1987عن طريق الناشر السوري رياض نجيب الريّس. قبل وفاته عام 1943 نهى عبد العزيز العظمة أولاده عن حذف أو تعديل أي فقرة من الكتاب ولو خالفت عقيدتهم السّياسية وشذّت عن مذهبهم القومي العربي، وتحديداً فيما يتعلق بانتقاده للثورة العربية الكبرى. 